# Оайдэ, Мирча
Мирча Оайдэ (рум. Mircea Oaidă; род. 20 февраля 1969) — румынский легкоатлет, барьерист, участник летних Олимпийских игр 1992 года, многократный чемпион Румынии. После завершения спортивной карьеры работал тренером по физподготовке в футбольных клубах Румынии.

## Биография
Мирча Оайдэ родился в 1969 году. В 1988 году он принял участие в юниорском чемпионате мира. Оайдэ смог пробиться в финал в беге на 110 метров с барьерами, но занял там только 6-е место. В августе 1991 года румынский барьерист дебютировал на взрослом мировом чемпионате. Для попадания в полуфинал Мирче необходимо было попадать в тройку в своём забеге, но он пришёл к финишу лишь 5-м, уступив ставшему третьим кубинцу Алексису Санчесу 0,1 с.
На летних Олимпийских играх 1992 года в Барселоне Оайдэ выступал в барьерном беге. Предварительный забег румынский бегун завершил 6-м с результатом 14,04 с. В четвертьфинал из каждого забега напрямую попадали только 4 спортсмена, и поэтому Оайдэ мог рассчитывать только на попадание в следующий раунд по времени. Однако в других забегах ряд спортсменов, занявших места с 5-го и ниже показали более лучший результат, в результате чего Оайдэ выбыл из борьбы за медали.
В 1996 году Оайдэ выступил на чемпионате Европы в помещении, но не смог преодолеть первый раунд в беге на 60 метров с барьерами. В 1996 и 1997 годах становился чемпионом Румынии, как на дистанции 110 метров с барьерами, так и на 60-метровке в помещении. После окончания спортивной карьеры работал тренером по физподготовке. 
В 2007 году руководил физической подготовкой румынских судей на сборах, организованных федерацией футбола Румынии. С 2009 года находился в тренерском штабе бухарестского «Динамо». В 2010 году работал в Иордании в клубе «Шабаб Аль-Ордон». Под руководством Корнела Цэлнара работал в «Оман Клуб». В июле 2014 года перешёл в тренерский штаб румынского «Волунтари». В 2016 году вернулся в «Динамо», где начал работать со второй и юниорской командами.